# くまのプーさん いつまでも友達
『くまのプーさん いつまでも友達』(Winnie the Pooh: A Valentine for You)は、ディズニー版『くまのプーさん』の短編作品の一つ。

## あらすじ
クリストファー・ロビンが、100エーカーの森の一同には初耳の名前に充ててバレンタインカードを書いていた。これを、オウルは、恋の虫に刺され恋の病にかかったと告げる。恋の病を治さないとロビンに忘れられる……。悩んでいると、ティガーが、再びクリストファー・ロビンを刺させてリセットする事を閃いた。その為みんなで恋の虫を捕まえに行く（ホタルのような、黄色く発光する虫が、恋の虫だとされている）。トラブルも起こったものの、プーの手柄で恋の虫も捕まった。しかしクリストファー・ロビンを刺させることができなかった……。

## 他のくまのプーさん作品との繋がり
最後の回想シーンで使われているのは、『新くまのプーさん』の「プーさんのメリークリスマス」と『くまのプーさん クリストファー・ロビンを探せ!』。

## ビデオソフト
2005年のDVD『くまのプーさん/びっくりプレゼント』に『プーさんと遊ぼうシリーズ/バレンタインのプレゼント』と共に収録された。